# Petros Protopapadakis
Petros Protopapadakis (en grec: Πέτρος Πρωτοπαπαδάκης) (1854-1922), enginyer i polític grec. Va néixer en 1854 en Naxos. Va estudiar a la Universitat d'Atenes i després a París.
A la seva tornada a Grècia, va ensenyar fins a 1890 abans d'encarregar-se-li la construcció del Canal de Corint. A continuació, va tenir al seu càrrec la construcció de diverses línies ferroviàries.
Va entrar en política el 1902. Va ser Ministre de Fiances a diversos Governs i es va convertir en un Primer Ministre de Grècia el 22 de maig de 1922.
Durant el seu mandat l'Exèrcit grec va ser durament derrotat en la guerra greco-turca. Protopapadakis va ser condemnat com a responsable de la catàstrofe i executat a Atenes el matí del 28 de novembre de 1922 al costat d'altres condemnats, com Dimitrios Gounaris, un altre Primer Ministre grec. Al segle xxi, la sentència va ser recorreguda pel seu net, Michalis Protopapadakis, i el 20 d'octubre de 2010 el tribunal suprem grec va anul·lar la sentència.